# 6012 Williammurdoch
6012 Williammurdoch eller 1990 SK4 är en asteroid i huvudbältet som upptäcktes den 22 september 1990 av den australiensiske astronomen Robert H. McNaught vid Siding Spring-observatoriet. Den är uppkallad efter den skotske ingenjören och uppfinnaren William Murdoch.
Asteroiden har en diameter på ungefär 6 kilometer.